# Огонь и лёд (Коты-Воители)
«Огонь и лёд» (англ. Fire and ice) — вторая книга первого цикла серии книг «Коты-Воители». Издаётся под авторским псевдонимом Эрин Хантер.

## Аннотация
Коты племени Ветра были изгнаны Сумрачным племенем во время войны между племенами. Для восстановления равновесия в лесу и справедливости Синяя Звезда поручает Огнегриву и Крутобоку отыскать и вернуть домой котов племени Ветра. Но дома тоже не все спокойно — на границах племени обнаружены чужие следы, да и наступившую зиму наверняка переживут не все котята. Крутобок неожиданно влюбляется в кошку из Речного племени— Серебрянку. Страсти накаляются.

## Сюжет
По пути на Совет Огнегрив рассказывает Синей Звезде тайну Горелого, но та не верит, что Коготь мог убить другого кота. После Совета, несмотря на недовольство других предводителей, Метеора и Ночной Звезды, она решает вернуть из изгнания племя Ветра и отправляет Огнегрива и Крутобока на его поиски. Друзья находят изгнанников за их территорией, в туннеле под Гремящей тропой, и уговаривают вернуться. По возвращении Грозовые воины решают сократить путь через территории Речного племени, но их ловит Речной патруль, и в пылу битвы Белолапый, один из Речных воинов, падает вниз с обрыва и погибает. Когда Огнегрив и Крутобок приходят в лагерь, Синяя Звезда даёт им оруженосцев: Огнегриву — неугомонную Пепелюшку, а Крутобоку — вдумчивого Папоротника.
В один из дней Огнегрив и Крутобок со своими оруженосцами отправляются к реке. Там Крутобок выскакивает на лёд в погоне за добычей, но проваливается под воду. Его спасает красивая Речная кошка Серебрянка, и Крутобок влюбляется в неё. Хотя он и простужается от купания в холодной реке, но всё равно тайком покидает лагерь, чтобы видеться с ней. Огнегрив застаёт их вместе и упрекает в нарушении Воинского закона. Друзья ссорятся.
В Грозовой лагерь приходит болезнь. Синяя Звезда заболевает Зелёным кашлем. Коготь просит прийти её к Гремящей тропе, но она не может из-за болезни. Огнегрив отправляется в сад Двуногих за кошачьей мятой, а когда возвращается узнает что Пепелюшка без разрешения побежала к Гремящей тропе на встречу с Когтем. Он бросается за ней, но поздно: ученицу сбивает чудище. Щербатая спасает её, но лапа кошечки безнадежно искалечена — ей никогда не стать воительницей. Огнегрив видится с сестрой, домашней кошкой Принцессой, и та предполагает, что Коготь на самом деле подстроил ловушку Синей Звезде, но попалась в неё Пепелюшка.
Во время очередной встречи Огнегрива с Принцессой она отдает ему своего первенца Облачко, чтобы малыш стал настоящим воином. Огнегрив приносит котёнка в племя, и Синяя Звезда разрешает оставить его, хотя многие коты племени возмущены.
Стая Звездолома нападает на лагерь Грозового племени, но оно отбивает атаку. В ходе битвы Щербатая выцарапывает Звездолому глаза и признаётся Огнегриву, что не может убить его, потому что он её сын. Синяя Звезда оставляет его в лагере как пленника и лишает его предводительского имени. Горчицу и Дымка она посвящает в воины, и они получают имена Песчаная Буря и Дым.
Сумрачное и Речное племена, недовольные возвращением племени Ветра, нападают на их лагерь, и Звёздный Луч просит Синюю Звезду о помощи. Предводительница соглашается и посылает боевой патруль. В бою Огнегрив встречается с Серебрянкой. Он отпускает её, и Крутобок бросается за ней. К несчастью, это замечает Частокол и сообщает Когтю. Огнегрив понимает, что должен защитить своего друга от нападок врага, и они с Крутобоком мирятся.

## Издания
Fire and Ice была впервые опубликована в США издательством HarperCollins в марте 2003 года.
В Канаде книгу Fire and Ice издали в мае 2004, в Великобритании — в июне 2003.
Книга была переведена на немецкий, японский, французский, русский и корейский. Издание в Китае включало в себя стереоскопическую карточку с персонажем Синяя Звезда.

## Тематика
Основная тема «Огня и льда» заключается в том, что «неважно, откуда ты, важно только то, кто ты внутри». Другие темы включают верность, предательство и запретную любовь.

## Отзывы
Книга получила неоднозначные отзывы. Обозреватель журнала Voice of Youth Advocates Линн Рутан отмечала, что несмотря на отдельные странности в книге, такие как несвойственное кошкам стремление жить на воле, роман представляет собой динамично развивающееся приключение животных, добавив, что «Хантер усердно работает над достоверностью кошачьей манерности и поведения» и что «хотя более утончённых подростков может оттолкнуть жеманный характер диалогов, более юные читатели, вероятно, этого не заметят и будут увлечены приключениями Огнегрива».
Барбара Талкрофт из журнала Children’s Literature, напротив, сочла сюжет «плоским, повторяющимся, слишком затянутым и в конечном счёте неудовлетворительным, иначе как, возможно, для преданных любителей кошек или читателей, упивающихся надуманными мирами».
Критик Лиза Пролман в журнале School Library Journal заметила, что читателям, незнакомым с первым романом, будет трудно уследить за событиями и персонажами, а также отметила плоскость характеров и предсказуемый сюжет.
В то же время журнал Kirkus Reviews посчитал, что мир, созданный Хантер, становится все более детально прорисованным, а персонажи — более сложными.
Booklist также похвалил напряженность романа, отметив, что «персонажи остаются верными своей кошачьей натуре, добавляя правдоподобия событиям этой полной напряжения истории». Horn Book Review порекомендовал книгу поклонникам Redwall.